# Famous Artists School
La Famous Artists School, littéralement « école des artistes célèbres », est une école américaine qui propose des cours par correspondance dans le domaine de l'art depuis sa création en 1948 à Westport, Connecticut, États-Unis. Elle se situe maintenant à Wilton.

## Historique
Les cours originaux offerts en 1948 étaient illustration et design. La peinture et la bande dessinée ont été ajoutés dans les années 1950.

## Enseignants
- Lyman Anderson[1]

## Élèves notables
- Enki Bilal dans les années 60[2]